# Bowkeria cymosa
Bowkeria cymosa är en tvåhjärtbladig växtart som beskrevs av Macowan. Bowkeria cymosa ingår i släktet Bowkeria och familjen Stilbaceae. Inga underarter finns listade i Catalogue of Life.